# Cichla mirianae
Cichla mirianae, popularmente conhecido como tucunaré-fogo, é um peixe teleósteo e perciforme da família Cichlidae. Espécie endêmica da Bacia do rio Teles Pires, ocorre do médio-norte do estado do Mato Grosso até o sul do Pará. 
É amarelado, com variações no dorso que vão do prateado ao castanho escuro. Alguns indivíduos podem apresentar tons de vermelho e azul nas barbatanas. Possuem a fase "Paca" quando não estão em período reprodutivo ou na juventude, em que têm cores mais escuras e o corpo coberto por pintas brancas. Apresenta três listras negras nas laterais, podendo ser contínuas ou não, bem marcadas ou quase imperceptíveis, com manchas ou pintas negras difundidas no decorrer da linha lateral e pintas pretas na região superior do opérculo. Possuem o ocelo característico da espécie no início da barbatana caudal.